# 오즈페스트

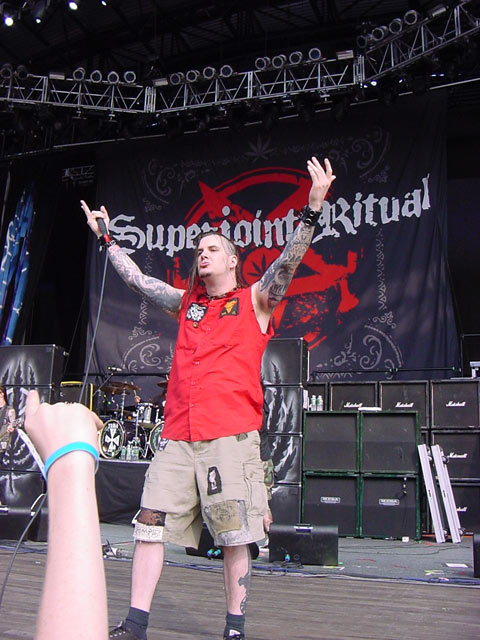

오즈페스트(Ozzfest)는 미국에서 매년 실시하고 있는 콘서트로 10~20개 이상의 헤비 메탈 밴드가 대륙을 연주하면서 도는 록 페스티벌이다. 1996년에 시작된 이 투어는 매년 미국에서 개최되어 1998년에 처음으로 해외 영국에서 개최었고, 2002년 이후 유럽에서도 종종 개최되고 있다. 오지 오스본을 중심으로 한 스테이지 내용으로 아내이자 매니저 샤론 오스본에 의해 개최되고 있다.